# Thân vương quốc Islandia
Thân vương quốc Islandia là một vi quốc gia mới, không được công nhận, tuyên bố Coffee Caye ở Biển Caribe ngoài khơi bờ biển Belize là lãnh thổ của mình. Coffee Caye là một hòn đảo không có người ở, cách từ Thành phố Belize một chuyến đi thuyền ngắn. Bắt đầu vào năm 2018, dự án là nỗ lực đầu tiên để tạo ra một quỹ nhỏ được huy động vốn từ cộng đồng. Hiện tại, hòn đảo được ổn định nhờ hệ thống rừng ngập mặn và các rạn san hô bao quanh, có thể cho thuê để cắm trại dã ngoại.